# Lillsjön (Östra Eds socken, Småland)
Lillsjön är en sjö i Valdemarsviks kommun i Småland och ingår i Söderköpingsån-Vindåns kustområde. Sjön har en area på 0,184 kvadratkilometer och ligger 14 meter över havet.

## Delavrinningsområde
Lillsjön ingår i det delavrinningsområde (643829-155408) som SMHI kallar för Rinner mot Licknevarpefjärden. Medelhöjden är 15 meter över havet och ytan är 4,37 kvadratkilometer. Det finns inga avrinningsområden uppströms utan avrinningsområdet är högsta punkten. Avrinningsområdets utflöde mynnar i havet, utan att ha någon enskild mynningsplats. Avrinningsområdet består mestadels av skog (78 procent) och jordbruk (12 procent). Avrinningsområdet har 0,53 kvadratkilometer vattenytor vilket ger det en sjöprocent på 3,2 procent.